# Saint-Romain-de-Jalionas
Saint-Romain-de-Jalionas là một xã của tỉnh Isère, thuộc vùng Rhône-Alpes, đông nam nước Pháp.